# Francoska renesančna arhitektura
Francoska renesančna arhitektura je slog, ki je bil izrazit med poznim 15. in zgodnjim 17. stoletjem v Kraljevini Franciji. Nasledil je francosko gotsko arhitekturo. Slog so po stoletni vojni prvotno uvozili iz Italije francoski kralji Karel VII., Ludvik XI., Karel VIII., Ludvik XII. in Franc I.. V dolini Loare je bilo zgrajenih več pomembnih kraljevih dvorcev v tem slogu, zlasti Château de Montsoreau, Château de Langeais, Château d'Amboise, Château de Blois, Château de Gaillon in Château de Chambord ter, bližje Parizu, Palača Fontainebleau.
Ta slog francoske arhitekture je imel dve različni obdobji. V prvem obdobju, med približno 1491 in 1540, je bil italijanski slog neposredno kopiran, pogosto s strani italijanskih arhitektov in obrtnikov. V drugem obdobju, med letom 1540 in koncem rodbine Valois leta 1589, so francoski arhitekti in obrtniki slogu dali bolj značilen in izviren francoski značaj.
Glavni arhitekti tega sloga so bili kraljevi arhitekti Philibert Delorme, Pierre Lescot in Jean Bullant ter italijanski arhitekt in arhitekturni teoretik Sebastiano Serlio.

## Zgodovina – italijansko obdobje
Med stoletno vojno je Karel VII. našel v dolini Loare idealno zatočišče. Okronan je bil v Reimsu po epskih bitkah Ivane Orleanskega, ki so začele odhod Angležev iz celotnega kraljestva. Sredina 15. stoletja je bila ključno obdobje za dolino Loare v zgodovini Francije in njeno arhitekturno dediščino. Velikani kraljestva so se naselili v regiji, opremljali srednjeveške trdnjave ali postavljali nove. Karel VII. je prebival v Chinonu, ki je ostal sedež dvora do leta 1450, on in njegov sin, bodoči Ludvik XI., pa sta ukazala ali dovolila gradbena dela. Nato se je začela gradnja Châteaux, gradov/dvorcev v dolini Loare.
Tako je med leti 1443-1453 glavno stavbo Château de Montsoreau na bregovih reke Loare zgradil Jean II. de Chambes, diplomat v Benetkah in Turčiji ter zasebni svetovalec kralja Karla VII. Med letoma 1465 in 1469 je Ludvik XI. ukazal zgraditi Château de Langeais na koncu rta, sto metrov pred ječo iz 10. stoletja.
Leta 1494 je Karel VIII. vodil veliko vojsko v Italijo, da bi zavzel Neapelj, ki ga je zavzel Alfonz V. Aragonski. Šel je skozi Torino, Milano in Firence ter 22. februarja 1495 ponovno zavzel Neapelj. V tem mestu je odkril razkošne vrtove in nov arhitekturni slog italijanske renesanse, ki je bil po njegovem mnenju veliko boljši od sloga njegove lastne srednjeveške palače v Amboiseu. Protifrancoska koalicija vojsk ga je prisilila k umiku iz Neaplja, vendar je s seboj vzel dvaindvajset izurjenih italijanskih obrtnikov, vključno z vrtnarji, kiparji, arhitekti in inženirji, vključno z učenjakom in arhitektom Fra Giocondom ter arhitektom in ilustratorjem Domenico da Cortona, ki mu je naročil, naj predela njegov dvorec v Amboisu.

### Château de Montsoreau (1450–1461)
Leta 1453, ob koncu stoletne vojne, je Karel VII. Jeanu II. de Chambesu, takratnemu diplomatu v Benetkah in Turčiji ter zasebnemu kraljevemu svetovalcu, odobril gradnjo Château de Montsoreau. Zgrajen je bil na mestu starodavne trdnjave Foulques Nerra, nenavadno, neposredno na bregu reke Loare v slogu beneške renesanse. Njegova arhitektura je prehod med vojaško in zabavno arhitekturo in priča o času, ko so gradovi postali dvorci. Glavna stavba je bila zgrajena leta 1453, med letoma 1453 in 1461 pa sta bila dodana dva kvadratna paviljona, ki sta za nekaj desetletij prehitela klasično arhitekturo. Jean III. de Chambes je zgradil ali preoblikoval veliki stopniščni stolp v italijanskem slogu v letih 1510–1515, njegove rezbarije so podobne tistim na vratih Château de Gaillon.
- Tloris Montsoreau, markiza Geoffreja
- Pogled iz zraka
- Fasada château proti Loari
- Velik stopniščni renesančni stolp (okoli 1510)
- Visoka strešna okna, obkrožena z vrhovi na strehi

### Château d'Amboise (1491–1498)
Leta 1491, pred italijansko kampanjo, je Karel VIII. začel obnavljati Château d'Amboise in ga spremenil iz srednjeveškega gradu v udobnejšo rezidenco z dvema kriloma in kapelo. Iz Italije se je marca 1496 vrnil v Amboise, kjer je že delalo skoraj dvesto kamnosekov in devetdeset drugih izurjenih obrtnikov. Velik del stavbe je bil narejen že v prejšnjem srednjeveškem slogu, z visokimi mansardami, obkroženimi z vrhovi na strehi. Prvi renesančni dodatki so bili veliki oboki v pritličju, ki so se odpirali s pogledom na Loaro. Amboise je imel na stolpu Hurtault tudi nekaj prvih renesančnih pilastrov v Franciji, izklesane stebre na steni, ki so bili zgolj dekorativni. Krajinski arhitekt, ki ga je Karel pripeljal iz Italije, Pacello da Mercogliano, je na terasi, obdani s kovano ograjo iz kovanega železa, ustvaril prvi francoski renesančni vrt. Karel ni videl dokončanega dvorca; tam je umrl leta 1498, potem ko je z glavo po nesreči udaril v preklado.
- Tloris Château d'Amboise Jacquesa I. Androueta du Cerceauja
- Château na začetku prehoda iz srednjega veka v renesanso (1491–98)
- Renesančni okrasni pilaster, pritrjen na srednjeveški Tour Heurtault
- Široki oboki, ki se odpirajo na terasi, so bili značilnost renesanse
- Vrtovi Châteauja

### Château de Gaillon in Château de Bury
Vse arhitekturne inovacije niso nastale v dolini Loare. Georges d'Amboise je bil rouenski nadškof, a tudi glavni minister za italijanske zadeve Ludvika XII. in Karla VIII. Med letoma 1502 in 1509 je v veliki meri preuredil svojo rezidenco v dolini Sene, Château de Gaillon, v italijanskem slogu. Iz Genove je pridobil vodnjak, marmorne medaljone, izklesane fronte in pilastre z ornamentiko iz školjk ter različne arhitekturne elemente iz Italije in jih uporabil v dvorcu. Postopoma se je dekoracija gradu spremenila iz srednjeveške trdnjave v elegantno renesančno rezidenco. Večina Châteauja je bila porušena v 19. stoletju, vendar nekateri deli ostajajo in nekaj okrasja je zdaj na ogled v Musée national des Monuments Français v Parizu.
Château de Bury, še en srednjeveški grad (odkar je bil porušen), je leta 1511 zgradil Florimond Robertet, državni sekretar in blagajnik Karla VIII. in Franca I. Po novem slogu je bil zasnovan za življenje, ne za bojevanje. Bil je popolnoma simetričen, s štirimi okroglimi stolpi, okrog osrednjega cour d'honneurja, ki ga je okrasil Michelangelov kip Davida. Dvojno stopnišče na zunanjosti pri glavnem vhodu je nadomestilo tradicionalno zavito stopnišče v stolpu. Fasada je bila večinoma navpična, vendar je bila razdeljena z vodoravnimi kordoni ali okrasnimi pasovi po slogu palač v Firencah in Rimu. To simetrično ravnovesje vodoravnih in navpičnih linij je postalo vidna značilnost francoskega renesančnega sloga.
- Dekoracija oken Château de Gaillon
- Italijanska renesančna okenska dekoracija v Chateau de Gaillon (1502–1509)
- Grad Bury (začetek leta 1511)

### Château d'Azay-le-Rideau (1518–1527)
Ko se je francoski dvor naselil v dolini Loare, so dvorjani in ministri zgradili ali obnovili palače v bližini. Château d'Azay-le-Rideau (1518–1527) je na otoku v reki Ile zgradil Gilles Berthelot, bogati bankir iz Toursa, ki je bil predsednik računske zbornice, glavni finančni upravitelj in zakladnik Francije. Od leta 1518 do 1524 so bili zgrajeni nasipi za stabilizacijo temeljev. Stolpi so bili postavljeni na vogalih stavbe, z notranjim prehodom okoli stavbe in vodoravnim pasom med obema nadstropjema; visoka streha in mandardna okna, ki so se dvigala nad strešno linijo in obkrožena s pedimenti ter okrašena z okrašenimi okni s pedimenti, ki so se dvigali nad nivo strehe, kar je postalo najbolj prepoznavna značilnost francoske renesančne arhitekture. Dvojna vrata so bila zgrajena kot majhen slavolok. Veliko stopnišče v italijanskem slogu je bilo najpomembnejša notranja značilnost; imel je kasetiran strop, okrašen s skulpturo.
- Château d'Azay-le-Rideau (1518–1527)
- Veliko stopnišče Châteauja, osrednji del pročelja
- Mansardno okno, dvignjeno nad streho in uokvirjeno z izklesanimi pilastri, značilno za francoski renesančni slog
- Kasetiran strop velikega stopnišča

### Château de Blois (1519–1536)
Château de Blois (1519–1536) je prvotno začel graditi Ludvik XII. Francoski, bratranec in naslednik Karla VIII. Začetna zasnova je bila bolj srednjeveška kot renesančna; le stebri in okrašeni kapiteli stebrov na dvorišču ter skulptura v reliefu so kazali italijanski vpliv.
Prihod Franca I. v Blois, ki ga je spremljal njegov dvor in velika skupina umetnikov, je ta dvorec naredil središče francoske renesanse. Postal je njegova glavna rezidenca in veliko truda je posvetil obnovi severnega trakta, imenovanega Loges, kjer so bila njegova stanovanja. Arhitekturo je navdihnila zasnova Donata Bramanteja za Cortile del Belvedere Vatikanske palače v Rimu. Fasada obrnjena proti dvorišču, je predstavljala arkade in niše, okrašene s pilastri v italijanskem slogu, vendar je ostala nedokončana. Ena značilnost okrasja Franca I. v Bloisu je bil corniche aux coquilles, venec z motivom morske školjke.
- Dvoriščna fasada Château de Blois s krožnimi stopnicami in lucarni vzdolž strehe
- Izklesan močerad, simbol Françoisa I., na fasadi severnega trakta
- Strešna dekoracija in lukarna krila Françoisa I

### Château de Chambord (1519–1538)
Château de Chambord je bil vrhunec zgodnjega francoskega renesančnega sloga, harmonična kombinacija francoske tradicije in italijanskih inovacij. Franc I. si je zamislil udobno lovsko kočo v gozdu. Delo se je začelo leta 1519, a ga je prekinila špansko-cesarska vojska v bitki pri Pavii leta 1525. Nadaljevalo se je leta 1526, ko je bil kralj izpuščen in je bilo končano leta 1538. Leonardo da Vinci je bil rezident in umrl v Chambordu istega leta, ko se je začela gradnja in je morda igral vlogo pri oblikovanju edinstvenega dvojnega spiralnega stopnišča.
Tloris Châteauja je podoba srednjeveške trdnjave z okroglimi stolpi na vogalih in masivnim osrednjim donžonom, vendar je bogat okras čisto zgodnje francoske renesanse. Fasada ima pilastre v enakomernih razmikih, ki jih uravnotežijo vodoravni pasovi reliefne plastike. Streha je načeta z mansardnimi okni, dimniki in majhnimi stolpiči. Notranjost je simetrična; velik osrednji odprt prostor je imel osrednji del, dvojno spiralno stopnišče. V notranjosti prevladuje ornament po navdihu severne Italije v obliki obokanega stropa z izrezljanim okrasjem v vsakem oboku; izklesani kapiteli na stebrih; in cul-de-lampes ali izklesano okrasje na podlagi stebrov in lokov, kjer so se srečali s steno.
- Fasada Château de Chambord (1519–1538)
- Dvojno spiralno stopnišče v Chambordu
- Mansardno okno v Chambordu
- Izklesan obokan strop v Chambordu
- Detajl strehe Chamborda z mansardnimi okni, dimniki in majhnimi stolpiči okoli osrednjega stolpa

### Palača Fontainebleau
Potem ko so ga leta 1526 izpustili iz ujetništva v Španiji, se je Franc I. odločil, da bo svoj dvor preselil iz doline Loare v regijo Ile-de-France s središčem v Parizu. Zgradil ali rekonstruiral je sedem dvorcev v Ile-de-France, najpomembnejša med njimi je bila palača Fontainebleau.
Arhitekt, ki ga je kralj izbral za Fontainebleau, je bil Gilles Le Breton. Dela so se začela leta 1528 s preureditvijo srednjeveškega ovalnega dvorišča. Ohranili so stolp iz 12. stoletja in zgradili nov stanovanjski blok, katerega pročelje je bilo okrašeno s pilastri in visokimi mansardnimi okni ter s trikotnimi frontons, kar je postalo značilnost novega sloga. Staro srednjeveško hišo ali vratarnico je zamenjala nova stavba, Porte Dorée, ki je bila sestavljena iz velikih lož ene nad drugo, oblikovanih po palačah v Neaplju in Urbinu.
Druga faza je bilo novo dvorišče, Cheval Blanc, s tremi dolgimi krili, zgrajenimi iz opeke in moellons et enduit, mešanice ruševin in cementa, ki je postala pogosta kombinacija v francoski renesančni arhitekturi. Okrogle srednjeveške stolpe starega dvorca so zamenjali kvadratni paviljoni z visokimi strehami in mansardnimi okni. Tretja faza je bila nova galerija za povezavo stare in nove stavbe. Okras te nove galerije je ustvaril toskanski obrtnik Rosso Fiorentino. ki je prišel leta 1530. Končni nov projekt je bilo veliko stopnišče na ovalnem dvorišču, ki je vodilo do kraljevih apartmajev. Imel je portik s klasičnimi stebri, podobnimi slavoloku. Zasnova tega stopnišča ni bila izposojena iz Italije, ampak neposredno kopirana iz klasičnih rimskih modelov. To je bil znak začetka več izvirnosti v francoski renesančni arhitekturi.
- Porte Dorée ali vratarnica z velikimi ložami ena nad drugo in lukarnimi okni s trikotnimi frontoni
- Galerija Franca I. v palači Fontainebleau (1533–1539)
- Slon Rossa Fiorentina, ki ponazarja mešano kiparsko in slikano okrasje v galeriji Franca I. v Fontainebleauju
- Podkvasto stopnišče je med letoma 1547 in 1559 za Henrika II. prvotno zgradil Philibert Delorme, nato pa ga je okoli leta 1640 za Ludvika XIII. obnovil Jean Androuet du Cerceau.

Od leta 1530 je skupina italijanskih umetnikov, ki jih je uvozil Franc I., pod vodstvom Rossa Fiorentina, Francesca Primaticcia in Niccoloja dell' Abbata, znana kot prva Fontainebleaujska šola, okrasila notranjost novih prostorov. Umetniki in njihovo delo je imelo velik vpliv na renesančno dekoracijo po vsej Evropi. Njihovo delo je vključevalo freske v dovršenih štukaturnih kiparskih okvirih, kartuše v vseh oblikah in medaljone v visokem reliefu. Arhitektura je bila okrašena s skulpturami iz puttov, girlandami iz sadja, satirov in junaških likov iz mitologije. Najpomembnejša dela so vključevala dvanajst pravokotnih fresk v zelo dekorativnih kiparskih okvirih v galeriji Franca I. (1533–1539).
Po smrti Franca I. leta 1547 je njegov naslednik, kralj Henrik II., nadaljeval s povečevanjem in olepševanjem dvorca. Arhitekta Philibert Delorme in Jean Bullant sta razširila vzhodno krilo spodnjega dvorišča in ga okrasila s prvim podkvastim stopniščem. Na ovalnem dvorišču so ložo, ki jo je načrtoval Franc, spremenili v Salle des Fétes ali veliko plesno dvorano s kasetiranim stropom. Zasnovali so novo stavbo, Pavillon des Poeles, v kateri so bili novi kraljevi apartmaji. Slikarja Primaticcio in Niccolò dell'Abbate sta nadaljevala z dekoracijo nove plesne dvorane in Uliksesove galerije s Primaticcievimi freskami, uokvirjenimi v okrašeno kiparsko štukaturo.

### Drugi dvorci iz obdobja Franca I.
Franc I. je začel z drugimi dvorci v pariški regiji. Največji in najbolj impresiven je bil Château de Madrid, v današnjem pariškem predmestju Neuilly, ki ga je začel leta 1527, ker se mu je zdel Louvre neudoben. V poznem 18. stoletju je bil večinoma opuščen in nato porušen. Še en pozni dvorec, ki ga je ustvaril Franc I., je dvorec Saint-Germain-en-Laye. Fasada je bila v celoti predelana in za razliko od prejšnjih dvorcev je dobila italijansko ravno terasasto streho, obloženo z velikimi kamnitimi vazami s pojavljajočim se votlim plamenom. Še en pomemben dvorec tega obdobja je Château d'Ancy-le-Franc (1538–1546) v Burgundiji.
- Château de Saint-Germain-en-Laye, ki ga je leta 1539 rekonstruiral François I.
- Okras portala Château de Saint-Germain-en-Laye
- Pročelje Château de Madrid, začeto 1527, dokončano 1552, porušeno 1792

## Drugo obdobje – vplivi klasike

### Značilnosti
Drugo obdobje francoske renesančne arhitekture se je začelo okoli leta 1540, pozno v vladavini Franca I. in se nadaljevalo do smrti njegovega naslednika Henrika II. leta 1559. To obdobje je včasih opisano kot vrhunec sloga. Vključevala je delo italijanskih arhitektov, vključno z Giacomom Vignolo in Sebastianom Serliom, vse več pa so ga izdelali francoski arhitekti, zlasti Philibert Delorme, Jacques I. Androuet du Cerceau, Pierre Lescot in Jean Bullant ter kipar Jean Goujon.
Značilnosti tega obdobja so večja uporaba starodavnih klasičnih redov stebrov in pilastrov, od najmasivnejših do najlažjih. To je pomenilo začetek na dnu z dorskim redom, nato jonskim in nato korintskim na vrhu. Vrstni red, uporabljen na vsaki ravni, je določil slog te ravni fasade. Philibert Delorme je šel še dlje in svojim fasadam dodal dva nova reda: francoski dorski in francoski jonski. Ti stebri so bili pravilni dorski in jonski stebri, okrašeni z okrasnimi trakovi ali obroči.
Drugo obdobje je zaznamovalo tudi najrazličnejše okrasne plošče in kiparsko okrasje na fasadah, običajno izposojeno po starogrških ali rimskih vzorih. Te so kariatide, dovršene kartuše, renommées, reliefne kipe, ki predstavljajo Slavo, nad vrati, groteske, pogosto v obliki satirov in grifonov, ter izklesane draperije in girlande. Pogosto so vključevali tudi stilizirane monograme začetnic lastnika.
- Oblikovanje vrat Philibert Delorme
- Francoski dorski steber Philiberta Delorma
- Tloris Fontaine des Innocents avtor Philibert Delorme (1547–1550)
- Kamniti reliefi nimf
iz  Fountain of the Innocents
- Risbe za krilo Lescot v Louvru Jacquesa I. Androueta du Cerceauja
- Pan za Bulantov paviljon v palači Tuileries avtor Jean Bullant (1564)
- Bas relief Jeana Goujona, Hôtel de Sully, Pariz

### Château d'Anet (1547–1552)
Château d'Anet je zgradil Philibert Delorme za Diano de Poitiers, najljubšo ljubico Henrika II., med letoma 1547 in 1552. Prvotno je imel tri krila, kapelo in velik vrt ter mogočno vratarnico, katere osrednji del je bil slavni Cellinijev kip Nimfe, zdaj v Fontainebleauju, skupaj s skulpturami jelena in dveh lovskih psov. Tudi veranda glavne fasade je bila presenetljiva novost; to je bila prva pravilna uporaba treh klasičnih redov enega nad drugim v Franciji. Ostalo je le nekaj prvotnih stavb. Osrednjo stavbo so pozneje porušili, verando pa je danes mogoče videti na dvorišču Ecole des Beaux-Arts v Parizu. Tretja novost je bila kapela, posvečena leta 1553. V svojem načrtu je Delorme združil oblike kvadrata, grškega križa in kroga. Kupola je imela spiralno kasetirano notranjost, podobno tistim v starem Rimu; bil je eden prvih te vrste v Franciji.
- Gravura Château d'Anet, Jacques-Androuet du Cerceau
- Vhodno poslopje Château d'Anet s kipom jelena in lovskih psov
- Portik glavne fasade, ki prikazuje tri klasične redove (zdaj na Ecole des Beaux-Arts v Parizu)
- Notranjost spiralno kasetirane kupole kapele

### Château d'Écouen (1538–1550)
Château d'Écouen, ki ga je zasnoval Jean Bullant, ima klasične rede na portiku na zahodni fasadi. Navdihnil ga je portik Panteona v Rimu. Stebri fasade se dvigajo vse do strešne linije. Notranjost je prav tako izjemna, z nekaterimi originalnimi keramičnimi ploščicami na tleh in visoko okrašenimi kamini. Ta dvorec je zdaj Francoski nacionalni muzej renesanse.
- Château d'Écouen (1538–1550), danes Francoski nacionalni muzej renesanse.
- Klasični portik na južni fasadi Château d'Écouen (1538–1550)
- Kamin v Veliki kraljevi dvorani, Château d'Écouen (1538–1550)
- Keramične talne ploščice Château d'Écouen (1538–1550)

### Trakt Lescot v Louvru (1546–1553)
Eno zadnjih naročil Franca I., ki ga je dal le leto dni pred smrtjo, je bila rekonstrukcija dela Louvrske palače, ki jo je zgradil Karel V., da bi bila bolj udobna in razkošna. Projekta se je lotil Pierre Lescot, plemič in arhitekt, spremenil pa ga je novi kralj Henrik II., ki je dodal nov paviljon na jugozahodu, ki bo služil kot njegova rezidenca. Rezultat je bila spretna mešanica italijanskih in francoskih elementov. Fasada je imela v pritličju arkade v italijanskem slogu in je bila razdeljena s tremi sprednjimi korpusi, okrašenimi z nizi dvojnih korintskih stebrov in na vrhu s konzolami z zaobljenimi pedimenti. Ti navpični elementi so bili uravnoteženi z močnimi vodoravnimi pasovi, ki označujejo tla, in s postopno in subtilno spremembo ornamenta na vsaki ravni, ki predstavlja tri klasične redove arhitekture. Da bi se izognili monotoniji, so se na pedimentih oken menjavali trikotniki in zaobljeni loki. Zgornje nadstropje ni imelo visoke strehe mansardnih oken, kot večina drugih francoskih renesančnih stavb; sestavljena je bila namesto izmenjujočih se oken in kiparskega okrasja pod novo vrsto strehe, imenovano comble brisé, ki je imela dva različna kota naklona. Okronana je bila z okrasnim grebenom.
Posebej izjemen je bil kiparski okras na fasadi, ki ga je izdelal Jean Goujon. V spodnjih dveh nivojih je bila diskretna, sestavljena iz vložkov iz polikromiranega marmorja in medaljonov z izklesanimi girlandami. Vendar pa je na podstrešju ali v zgornjem nadstropju razkošno prekril vsak del stene s skulpturami sužnjev, bojevnikov, trofej in mitskih božanstev, ki so v klasičnem slogu predstavljale vojaške zmage Francije.
Znotraj krila Lescot je dekoracijo navdihnila starodavna Grčija. V plesni dvorani so na balkon za glasbenike nosile kariatide, ki jih je izdelal Jean Goujon po navdihu tistih na Atenski akropoli. Goujon je bil odgovoren tudi za kasetiran strop desnega stopnišča krila Lescot, okrašen s skulpturo lovskih prizorov.
- Lescotova fasada, kot je prikazana v Les plus excellents bâtiments de France (1576)
- Zahodna fasada krila Lescot
- Kariatide podpirajo glasbeno tribuno Jeana Goujona
- Kasetiran strop stopnišča Henrika II. krila Lescot

### Hôtel d'Assézat (1555–1556 in 1560-1562)
Hôtel d'Assézat v Toulouseu, ki ga je zgradil arhitekt Nicolas Bachelier in po njegovi smrti leta 1556 njegov sin Dominique, je izjemen primer arhitekture renesančnih palač v južni Franciji z dovršeno dekoracijo cour d'honneur (svečano dvorišče) pod vplivom italijanskegamanierizma in klasicizma. Kot eno prvih manifestacij francoskega klasicizma, zaradi izjemnega okrasja in neokrnjenega stanja, ga omenjajo v vsakem pregledu francoske renesanse.
Pierre Assézat, bogati trgovec z lesom, je začel prvo fazo gradnje v letih 1555–1556. Glavna struktura v obliki črke L je bila zgrajena skupaj s stopniščnim paviljonom v kotu. Zasnove fasad z dvojnimi stebri, ki se redno razvijajo v treh nadstropjih (dorsko, jonsko, korintsko), črpajo navdih iz velikih klasičnih modelov, kot je Kolosej. Tudi kapiteli se natančno držijo klasičnih modelov, ki jih poznamo iz gravur. Učena arhitektura – njen vir je mogoče najti tudi v razpravah kraljevega arhitekta Sebastiana Serlia – izraža red in pravilnost.
Po Bachelierjevi smrti leta 1556 so se gradbena dela ustavila; znova so jih začeli leta 1560 pod vodstvom Dominiquea Bachelierja, Nicolasovega sina. Lotil se je izdelave lože in prehoda, ki je delil dvorišče, ter uličnih vrat. Veliko polikromne igre (opeka/kamen) in različni okraski (kabošoni, diamanti, maske) prikličejo razkošje, presenečenje in obilje, teme, značilne za manieristično arhitekturo.
- Dvorišče in stopniščni stolp (1555-1557)
- Vrata stopnišča
- Nažlebljeni in zaobljeni stebri
- Dorski, jonski in korintski kapiteli
- Vpliv na fasade gravure Serlia
- Vpliv na portal druge Serlijeve gravure

## Religiozna arhitektura
Renesansa je imela manjši vpliv na francosko sakralno arhitekturo; stolnice in cerkve so večinoma še naprej gradili ali prezidavali v slogu razkošne gotike. Vendar pa se je v cerkvah pojavilo nekaj klasičnih elementov, uvedenih med renesanso. Primeri vključujejo klasične portale cerkva Saint-Germain l'Auxerrois, neposredno nasproti novega krila Lescot v Louvru, in Saint-Nicolas-des-Champs v Parizu. Slednji je bil izposojen neposredno iz Tuilerijske palače, ki jo je zasnoval Philibert Delorme. Cerkev Saint-Étienne-du-Mont (1530–1552), blizu Panteona v Parizu, ima gotski kor, vendar fasado s klasičnim pedimentom, balustrade s klasičnimi stebri in izjemnim prehodom ali mostom, ki prečka ladjo.
Cerkev sv. Evstahija (1532–1640) v središču Pariza je začel graditi Franc I. in je med pariškimi cerkvami druga po velikosti za Notre-Dame de Paris. Je mešanica bleščeče gotike in renesanse. Zunanjost, tloris in obokan strop so gotski, v notranjosti pa se pojavljajo red klasičnih stebrov in drugi renesančni elementi.
Eden najlepših verskih spomenikov francoske renesanse je grobnica Franca I. in njegove žene Claude Francoske, ki je znotraj bazilike Saint Denis (1547–1561). Ustvarila sta jo arhitekt Philibert Delorme in kipar Pierre Bontemps. Glavni element je slavolok, oblikovan po slavoloku Septimija Severa v Rimu, okronan s štirimi kipi Slave ter kralja in kraljice. Obok loka in ogredje sta bogato okrašena s kiparsko dekoracijo iz oljčnih listov in drugimi klasičnimi temami ter s ploščami iz črnega in belega marmorja. Visoki, vitki stebri dajejo grobnici izjemno lahkotnost in milino.
- Notranjost Saint-Eustacheja v Parizu
- Korna pregrada Saint-Étienne-du-Mont (1530–1545)
- Fasada s klasičnimi redovi Saint-Étienne-du-Mont (1530–1552) v Parizu
- Grobnica Franca I. in Claud Francoske (ok. 1547–61)
- Južni portal Saint-Nicolas-des-Champs (1559) v Parizu

## Zadnji projekti
Po smrti kralja Henrika II. je Francijo pretresel izbruh francoskih verskih vojn, ki je v veliki meri potisnil arhitekturo in oblikovanje na stran. Kljub temu je bilo sproženih nekaj zadnjih renesančnih projektov, ki jih je v veliki meri navdihnila Katarina Medičejska, vdova Henrika II. Najpomembnejši projekt tega obdobja je bila nova Tuilerijska palača. Zasnoval jo je glavni kraljevi arhitekt Philibert Delorme kot odgovor na kraljičino željo po moderni palači z velikim parkom na takratnem robu mesta. Vsebovala je osrednji paviljon z nizkimi krili, sestavljenimi iz arkad, na vrhu katerih je bilo stanovanjsko nadstropje z izmeničnimi trikotnimi pedimenti mansardnih oken. Vse fasade so razkošno okrašene v italijanskem renesančnem slogu, vključno s podolgovatimi izklesanimi figurami, ki so jih navdihnila dela Michelangela. Po Delormovi smrti leta 1570 je nalogo prevzel Jean Bullant, nato pa jo je ponovno prekinil pokol na dan svetega Jerneja leta 1572 in je bila dokončana šele desetletja pozneje. Okraski, ki jih je izumil Delorme, so vključevali nov slog klasičnih stebrov, francoskih korintskih, obrobljenih z več okrasnimi obroči.
Katarina Medičejska je prav tako vsilila italijanski slog v Fontainebleauju z gradnjo novega krila, Aile de la Belle Chiminée (krilo čudovitega dimnika). Fasado je zasnoval Francesco Primaticcio in je predstavljala kombinacijo italijanskih in francoskih elementov; pilastri, kipi v nišah, visoka streha z mansardnimi okni, sredinski okras, ki spominja na italijansko cerkveno arhitekturo, in dve razdvajajoči stopnišči.
Drugi načrt Château de Verneuil (sedaj porušen) mladega arhitekta Salomona de Brosseja (1576) je bil še en mejnik pozne francoske renesanse. Nadzoroval je Henrik IV. Francoski. Njegova simetrija, vogalni paviljoni, dvojni pilastri, diskretna streha, odsotnost mansardnih oken in rotunda na vhodu so ga naredili kot jedrnat povzetek francoskega renesančnega sloga ob koncu 16. stoletja.
Katarina Medičejska je naročila tudi prizidke Château de Chenonceau. Most čez reko Cher je zgradil Philibert Delorme. Po njegovi smrti leta 1570 je Katarina prosila Jeana Bullanta, naj zgradi slikovito galerijo (1576) na vrhu mostu. Veliko večji sklop zgradb okoli mostu je načrtoval Bullant, vendar ni bil nikoli zgrajen.
- rilo Belle Cheminée Château de Fontainebleau, delo Francesca Primaticcia (1559–1600)
- Most Château de Chenonceau Philiberta Delorma in nato Jeana Bullanta (1576)
- Zasnova Château de Verneuil Jacquesa Androueta du Cerceauja (1576)
- Dizajn fasade za vrtno krilo Tuilerijske palače, ki ga je zasnoval Philibert Delorme
- Kasnejši načrt Jeana Bullanta za paviljon palače Tuileries
- Fragment Delormejevega vrtnega krila Tuilerijske palače, ki je zdaj v vrtu Palais de Chaillot